# 卢尼亚诺-因泰韦里纳
卢尼亚诺-因泰韦里纳（義大利語：Lugnano in Teverina），是意大利翁布里亚大区特尔尼省的一个市镇。总面积29.68平方公里，人口1599人，人口密度53.9人/平方公里（2009年）。ISTAT代码为055016。